# Шезметет
Шезметет или Шесемтет (егип. Šsm.t.t) — в египетской мифологии богиня магии.

## Мифология
Она упомянута в Текстах пирамид. Шезметет изображалась в виде льва или женщины с головой льва. Её атрибутом (а возможно даже фетишем) был минерал «шесемт», который украшал пояс богини. Во времена Древнего царства её отождествляли с Сехмет или Бастет, но один из её эпитетов — «Госпожа Пунт», что отличает её от них возможным нубийским или эфиопским происхождением. Почиталась в Пунте, а в Египте центром культа богини был остров Элефантина. Её имя происходит от названия пояса, украшенного бисером, изображения которого появились в эпоху Древнего царства. В облике кобры богиня защищала бога Ра и сокрушала врагов Осириса. Шезметет была одной из богинь (Сехмет, Баст, Уаджит), охранявшей тело Осириса.